# Zamach stanu w Mali (2012)
Zamach stanu w Mali w 2012 – zamach stanu przeprowadzony 21 marca 2012 roku przez malijskie wojsko przeciw prezydentowi Amadou Toumani Touré. Jego wynikiem było obalenie prezydenta, aresztowanie szefowej i członków rządu oraz przejęcie władzy przez juntę wojskową, Narodowy Komitet na rzecz Przywrócenia Demokracji i Państwa (CNRDR), na czele z kapitanem Amadou Sanogo.
Przywódcy junty przejęcie władzy uzasadniali niekompetencją poprzedniej administracji na polu walki z rebelią Tuaregów w północnych rejonach kraju oraz nieradzeniem sobie z korupcją. W pierwszych dniach po zamachu wprowadzili godzinę policyjną, zamknęli granice państwa i rozwiązali wszystkie instytucje republiki. Obalony prezydent ewakuował się w nieznane miejsce w kraju, pozostając bezpiecznym w otoczeniu wiernych mu oddziałów. 27 marca 2012 liderzy junty ogłosili nową konstytucję, sankcjonującą nową sytuację. Szefem państwa wyznaczała ona Amadou Sanogo, przewodniczącego CNRDR, który miał pełnić władzę do czasu organizacji wyborów, których termin nie został jednakże określony.
Zamach stanu spotkał się ze zdecydowanym potępieniem ze strony organizacji międzynarodowych oraz wielu państw, w tym krajów z regionu Afryki Zachodniej. Do natychmiastowego przywrócenia porządku demokratycznego wezwała ONZ, Unia Afrykańska, ECOWAS, Unia Europejska oraz Bank Światowy. Pomoc finansową dla rządu Mali wstrzymała UE, Stany Zjednoczone i Kanada, a Francja zwiesiła współpracę wojskową. Unia Afrykańska i ECOWAS zawiesiły natomiast członkostwo Mali w organizacjach. 29 marca 2012 ECOWAS wystosowała ultimatum do junty wojskowej, domagając się niezwłocznego rezygnacji z władzy, a 2 kwietnia 2012 nałożyła na kraj sankcje dyplomatyczne, gospodarcze i finansowe.
Jednocześnie z przewrotem w stolicy, ofensywę zbrojną wznowili tuarescy rebelianci, którzy do 1 kwietnia 2012 opanowali cały obszar północnych regionów kraju, zdobywając największe miasta Kidal, Gao i Timbuktu. 6 kwietnia 2012 ogłosili natomiast powstanie niepodległego państwa Azawadu, co spotkało się jednakże ze zdecydowanym sprzeciwem ze strony społeczności międzynarodowej.
Pod wpływem nacisków i wysiłków mediacyjnych ze strony ECOWAS, nałożonych przez nią sankcji gospodarczych i finansowych oraz w obliczu opanowania północy kraju przez siły rebeliantów, 6 kwietnia 2012 junta wojskowa zgodziła się na przekazanie władzy w ręce cywilnej administracji. Zawarte porozumienie przewidywało powołanie przejściowych władz na czele z przewodniczącym parlamentu Dioncoundą Traoré oraz organizację wolnych wyborów na terytorium całego kraju w ciągu 40 dni. W zamian za rezygnację z władzy członkowie junty wojskowej zostali objęci immunitetem, a ECOWAS zniosła wszystkie sankcje nałożone na Mali.
8 kwietnia 2012 oficjalną rezygnację z urzędu prezydenta złożył Amadou Toumani Touré, a 12 kwietnia 2012 Dioncounda Traoré został zaprzysiężony na stanowisku tymczasowego prezydenta kraju. Członkowie junty uwolnili również aresztowanych członków rządu i administracji państwowej. 17 kwietnia 2012 na urząd premiera rządu tymczasowego powołany został Cheick Modibo Diarra.

## Geneza
W Mali, od czasu uzyskania niepodległości od Francji w 1960 do końca XX wieku, dwukrotnie dochodziło do wojskowych zamachów stanu. Po raz pierwszy wojsko sięgnęło po władzę w 1968, obalając pierwszego prezydenta Modibo Keitę. Na czele państwa stanął wówczas porucznik Moussa Traoré, który rządził do 1991. Został wówczas odsunięty od władzy w wyniku kolejnego zamachu stanu, któremu przewodził Amadou Toumani Touré, dowódca wojsk spadochronowych. Touré przez rok stał na czele junty wojskowej, przeprowadzając w tym czasie wolne wybory i przekazując w 1992 władzę prezydentowi Alphie Oumarowi Konaré. Po dziesięciu latach sam objął stanowisko prezydenta Mali, wygrywając w 2002 wybory. W 2007 uzyskał reelekcję na drugą i zgodnie z konstytucją ostatnią kadencję.
Mali od początków swojej państwowości zmagało się z powstaniami Tuaregów, ludu pochodzenia berberyjskiego zamieszkującego północne rejony kraju i całe pogranicze Algierii, Libii, Nigru i Burkina Faso. Tuaregowie, zarzucający malijskim władzom i czarnoskórym mieszkańcom południa kraju dyskryminację w życiu społecznym i politycznym, dążyli do utworzenia własnego państwa lub co najmniej uzyskania szerokiej autonomii na drodze walki zbrojnej. Do powstań Tuaregów dochodziło w latach 1962-64, 1990-95 oraz 2007-2009. W 2009 strony podpisały porozumienie pokojowe.
Do zaognienia konfliktu doszło pod koniec 2011, kiedy po obaleniu i zabójstwie pułkownika Muammara al-Kaddafiego do Mali powrócili tuarescy najemnicy, walczący w czasie wojny domowej po jego stronie i wchodzący w skład jego straży. Napływ nowych, dobrze uzbrojonych i wyćwiczonych, bojowników zmienił sytuację w regionie. Stanowili oni trzon powstałej pod koniec 2011 organizacji polityczno-zbrojnej, Narodowego Ruchu Wyzwolenia Azawad (National Movement for the Liberation of Azawad, MNLA). 17 stycznia 2012 MNLA rozpoczął działania zbrojne w północnym Mali, dokonując ataków na kilka miast.
Walki kontynuowane były w lutym i w marcu, kiedy MLNA podejmował nowe ofensywy. Na przełomie stycznia i lutego 2012 w Bamako doszło do kilkudniowych demonstracji społecznych. Protestujący przed siedzibą prezydenta domagali się od władz podjęcia skuteczniejszych działań w celu stłumienia rebelii i zarzucali rządzącym niewystarczające uzbrojenie wojsk walczących na linii frontu.
W połowie marca tuarescy bojownicy odnieśli kolejne sukcesy na polu walki, odbijając z rąk rządowych miasto Tessalit oraz wkraczając do dwóch innych miast, Diré oraz Goundam. Walki doprowadziły do migracji setek tysięcy obywateli. Północne rejony Mali, według szacunków ONZ, opuściło niemal 200 tysięcy osób, z czego połowa znalazła schronienie w przygranicznych obozach dla uchodźców w Mauretanii, Nigrze, Burkina Faso i Algierii, podczas gdy pozostali uciekli na południe kraju.
19 marca 2012 Wspólnota Gospodarcza Państw Afryki Zachodniej (ECOWAS) zaapelowała do państw członkowskich o udzielenie wsparcia logistycznego malijskiemu wojsku w walce z MLNA. Tego samego dnia w miastach Kati i Gao setki obywateli demonstrowało przeciwko słabemu wyposażeniu wojsk walczących z rebeliantami, domagając się zapewnienia należytego bezpieczeństwa państwa. Niestabilna sytuacja w kraju mogła utrudnić przygotowywany proces wyborczy. 29 kwietnia 2012 w Mali miały odbyć się wybory prezydenckie, po których urzędujący drugą kadencję prezydent Touré miał złożyć urząd. Władze zapowiedziały, że wybory odbędą się zgodnie z planem, pomimo prowadzenia działań zbrojnych na północy.

## Bunt wojska

Malijskie wojsko

Zamach stanu w Mali rozpoczął się w godzinach popołudniowych 21 marca 2012 i początkowo przybrał formę buntu wojskowego. Do pierwszych wystąpień doszło w mieście Kati, położonym 20 km na północ od stolicy kraju, Bamako. Katalizatorem wydarzeń była wizyta ministra obrony, generała Sadio Gassamy w miejscowych koszarach wojskowych, do których przybył w ramach objazdu jednostek walczących na północy Mali z rebelią Tuaregów. W trakcie jego wystąpienia żołnierze zarzucili mu i całemu rządowi podejmowanie niewystarczających wysiłków na rzecz stłumienia powstania oraz niedostateczne wyposażenie i uzbrojenie armii. Wzburzone wojsko obrzuciło ministra kamieniami, po czym chwyciło za broń i wszczęło bunt. Minister Gassama uciekł z koszar, nie odniósłszy ran. Jednakże w wyniku zajść rannych zostało dwóch żołnierzy.
Na wiadomość o wydarzeniach w Kati, straż prezydencka otoczyła pałac prezydencki i odcięła do niego dostęp. W kolejnych godzinach bunt przeniósł się do centrum Bamako. Do 10-minutowej wymiany ognia doszło przed budynkiem publicznego radia i telewizji. Gmach telewizji został zdobyty przez buntowników, w wyniku czego na kilka godzin zaprzestano nadawania sygnału radiowo-telewizyjnego. Po jego wznowieniu emitowane były tańce i muzyka ludowa. Przed północą zapowiedziano odczytanie komunikatu wojskowego.
Wieczorem walki przeniosły się przed siedzibę prezydenta, bronioną przez elitarne oddziały spadochroniarzy, tzw. Czerwone Berety. Ulice Bamako z powodu toczonych działań opustoszały. 21 marca 2012 do buntu wojska doszło także w mieście Gao, w którym rekruci otworzyli ogień i wzięli za zakładników swoich przełożonych. Dla władz i społeczności międzynarodowej stało się jasne, że wojskowa rebelia przekształciła się w zamach stanu.

## Obalenie prezydenta i przejęcie władzy
W wyniku całonocnych walk buntownicy zdobyli pałac prezydencki. Aresztowali przebywających w nim ministrów spraw zagranicznych Soumeylou'a Boubèye Maïgę oraz administracji Kafougounę Koné. Prezydent Amadou Toumani Touré, który 21 marca 2012 przebywał w pałacu zdążył się ewakuować przed jego zdobyciem w otoczeniu lojalnego mu wojska.
22 marca 2012 około godziny 4:45 czasu lokalnego, po kilku nieudanych próbach spowodowanych problemami technicznymi z dźwiękiem, z pierwszym telewizyjnym orędziem wystąpiła grupa kilkunastu wojskowych, która obwołując się Narodowym Komitetem na rzecz Przywrócenia Demokracji i Państwa (CNRDR) ogłosiła zdobycie pałacu prezydenckiego i przejęcie władzy w kraju od „nieudolnego reżimu” prezydenta Touré. W imieniu junty wojskowej przemawiał jej rzecznik, porucznik Amadou Konare, który stwierdził, że przyczyną przewrotu była niezdolność rządu do stłumienia rebelii Tuaregów na północy kraju oraz „brak odpowiednich środków do obrony narodu”. Zapowiedział, że ostatecznie władza powróci do rąk cywilnych, do demokratycznie wybranego prezydenta, jak tylko przywrócona zostanie jedność państwa, a jego integralność nie będzie zagrożona. Przywódcą junty został mianowany kapitan Amadou Sanogo, który ogłosił wprowadzenie godziny policyjnej na całym obszarze Mali. Junta ogłosiła zawieszenie konstytucji i rozwiązanie instytucji republiki, a także zamknięcie wszystkich granic państwowych.
22 marca 2012 junta aresztowała kilkunastu członków rządów oraz administracji państwowej i osadziła ich w koszarach wojskowych w Kati. Oprócz zatrzymanych wcześniej ministrów spraw zagranicznych i administracji, aresztowana została premier Cissé Mariam Kaïdama Sidibé oraz były premier Modibo Sidibé, a także ministrowie: komunikacji, rolnictwa, sprawiedliwości, spraw publicznych, turystyki, burmistrz Bamako oraz przewodniczący Rady Gospodarczej, Społecznej i Kulturalnej.
22 marca 2012 miejsce przebywania obalonego prezydenta Touré pozostawało nieznane, jednakże wierne mu oddziały wojska przekazały informację, że czuje się dobrze oraz znajduje się w bezpiecznym miejscu. 23 marca 2012 przewodniczący Komisji Unii Afrykańskiej Jean Ping poinformował, że według posiadanych przez niego informacji prezydent Touré pozostaje bezpieczny w otoczeniu wiernych mu wojsk w pobliżu Bamako.
Według przedstawicieli stołecznego Szpitala im. Gabriela Toure, w wyniku walk w mieście do placówki przyjętych zostało ok. 20 cywilów z ranami postrzałowymi. Przedstawiciele wojska podali do wiadomości, że w czasie walk zginął jeden żołnierz. Malijski Czerwony Krzyż informował natomiast o około 40 rannych. Z kolei raport Amnesty International mówił o 3 ofiarach śmiertelnych i 28 rannych.

## Reakcja międzynarodowa
Zamach stanu w Mali spotkał się już w pierwszym dniu z potępieniem ze strony Organizacji Narodów Zjednoczonych, regionalnych organizacji międzynarodowych oraz części państw. 22 marca 2012 sekretarz generalny ONZ Ban Ki-moon wyraził „głębokie zaniepokojenie” wydarzeniami, zaapelował o spokój i rozwiązanie wszelkich sprzeczności na drodze pokojowej. Potwierdził przywiązanie organizacji do porządku demokratycznego w Mali i zaapelował o jego natychmiastowe przywrócenie. O to samo zaapelowała Rada Bezpieczeństwa ONZ, która wezwała również juntę do zapewnienia bezpieczeństwa prezydentowi Touré, uwolnienia wszystkich zatrzymanych urzędników państwowych oraz powrotu żołnierzy do koszar.
Unia Afrykańska określiła wydarzenie jako „akt rebelii”, uznając, że stanowi ona „znaczący krok w tył dla Mali”. Dodała, że sytuacja stwarza niebezpieczeństwo dla pokoju w regionie. 23 marca 2012 zawiesiła Mali w prawach członka i wykluczyła z uczestnictwa w całej działalności do czasu przywrócenia w tym państwie porządku demokratycznego.
Wspólnota Gospodarcza Państw Afryki Zachodniej (ECOWAS) potępiła działanie zbuntowanych żołnierzy, nazywając je „nagannym” i „błędnym”. Odmówiła uznania ich za legalne władze, wzywając do zrzeczenia się władzy na rzecz prawowitego rządu. Stwierdziła, że poprzez niekonstytucyjne działanie junta samoistnie postawiła się poza nawiasem społeczności międzynarodowej. 27 marca 2012 organizacja zawiesiła członkostwo Mali i podjęła działania na rzecz zakończenia kryzysu (więcej o działaniach ECOWAS w dalszych sekcjach).
22 marca 2012 Bank Światowy i Afrykański Bank Rozwoju zawiesiły współpracę z Mali oraz wstrzymały wszelkie programy rozwojowe z wyjątkiem doraźnej pomocy humanitarnej, potępiając przeprowadzenie zamachu stanu.
22 marca 2012 Catherine Ashton, Wysoki przedstawiciel Unii do spraw zagranicznych i polityki bezpieczeństwa, potępiła zamach stanu oraz zawieszenie instytucji republiki. Zaapelowała o przywrócenie porządku demokratycznego i przeprowadzenie jak najszybciej demokratycznych wyborów. Odnosząc się do rebelii na północy kraju, wezwała wszystkie strony do wykazania odpowiedzialności i zapewnienia ochrony życia ludzkiego, podstawowych wolności i integralności państwa. 23 marca 2012 Komisja Europejska zwiesiła programy rozwojowe kierowane do Mali, z wyjątkiem pomocy humanitarnej. Dotyczyło to programów na lata 2008-2013 o wartości 583 mln euro, służących wspieraniu rozwoju gospodarczego i redukcji ubóstwa, pomocy żywnościowej, budowie społeczeństwa obywatelskiego i rozwoju polityki migracyjnej.
Stany Zjednoczone potępiły wojskowy przewrót w Mali. Wezwały do pokoju i przywrócenia cywilnego rządu, zgodnie z demokratycznym porządkiem. Wyraziły poparcie dla obalonego prezydenta Touré oraz kontynuacji procesu wyborczego. Administracja amerykańska traktowała Mali jako partnera w walce z terroryzmem i islamskim ekstremizmem w Afryce. Mali, jako członek programu Trans-Sahara Counter Terrorism Partnership, korzystało z pomocy logistycznej i szkoleniowej ze strony amerykańskiej armii. 22 marca 2012 niezależna amerykańska agencja pomocowa Millennium Challenge Corporation zawiesiła współpracę z Mali nad wartym 461 mln USD programem wspierania rolnictwa i rozwoju międzynarodowego portu lotniczego. 26 marca 2012 Stany Zjednoczone podjęły decyzję o zawieszeniu pomocy finansowej kierowanej do rządu Mali. Utrzymały natomiast pomoc humanitarną i żywnościową, które stanowiły nieco ponad połowę całkowitych środków wartych 140 mln USD.
22 marca 2012 francuski minister spraw zagranicznych Alain Juppé potępił „obalenie konstytucyjnego porządku w Mali” i ogłosił zawieszenie współpracy wojskowej z tym krajem. Wezwał do przywrócenia konstytucji i instytucji państwa oraz fundamentalnych praw, w tym praw prezydenta Touré. Zamach stanu potępiły również władze Wielkiej Brytanii. 24 marca 2012 Kanada zwiesiła programy pomocowe, w ramach których płatności kierowane były bezpośrednio do rządu Mali, utrzymując w dalszym ciągu pomoc humanitarną dostarczaną poprzez międzynarodowe i lokalne organizacje pozarządowe.
Z powodu zamachu stanu, Mali nie mogły opuścić delegacje Kenii na czele z ministrem spraw zagranicznych Mosesem Wetangulą oraz Tunezji i Zimbabwe, przybyłe na szczyt Unii Afrykańskiej w sprawie pokoju i bezpieczeństwa. Udało się to im dopiero 24 marca 2012. W reakcji na przewrót swoją ambasadę w Bamako zamknęła Republika Południowej Afryki. Władze RPA potępiły przejęcie władzy przez wojskowych przy użyciu siły i wezwały do zwolnienia zatrzymanych przedstawicieli władz i wojska. Również prezydent Nigerii Goodluck Jonathan wezwał 22 marca 2012 do przywrócenia demokratycznych władz i zaapelował do organizacji międzynarodowych o zdecydowane potępienie zamachu stanu. Oznajmił, że Nigeria „nigdy nie uzna niekonstytucyjnego reżimu”.

## Reakcja na zamach w kraju

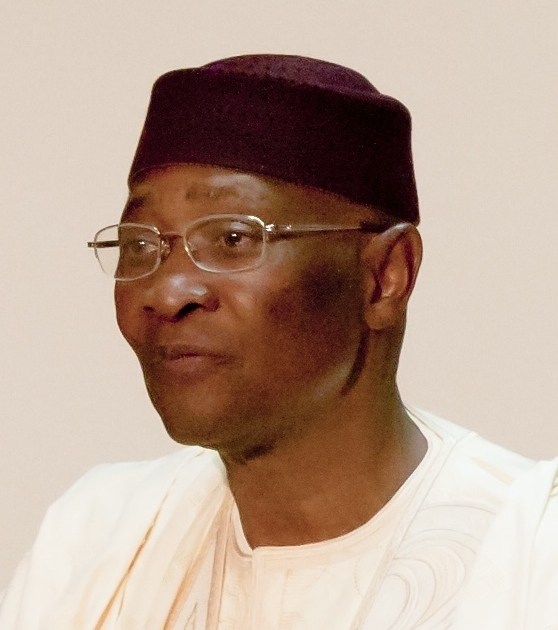
Obalony prezydent Amadou Toumani Touré

Po przeprowadzeniu zamachu w stolicy doszło do masowych aktów grabieży i wandalizmu. Rabunku dopuszczali się zarówno żołnierze, jak również zwykli obywatele. Ich celem padały sklepy i magazyny, stacje benzynowe oraz samochody, splądrowany został także pałac prezydencki. W mieście nieczynne pozostawały instytucje publiczne i handlowe, co w połączeniu z aktami rabunku, utrudniało lub wręcz uniemożliwiało nabycie podstawowych dóbr. Zniszczonych i zrabowanych zostało także wiele budynków administracji państwowej, wraz ze znajdującymi się w nich archiwami, bazami danych, depozytami i pozostałym wyposażeniem. Kapitan Sanogo potępił przypadki grabieży i przeprosił obywateli za wszelką „niedogodność”. Stwierdził, że aktów wandalizmu dopuszczają się osoby ze „złymi intencjami”, które przybierają mundur, by podważyć zaufanie społeczeństwa do armii. Poinformował, że zatrzymani członkowie dawnych władz są bezpieczni i zostaną postawieni przed oblicze wymiaru sprawiedliwości. Stwierdził, że celem armii nie jest utrzymanie się przy władzy. Zapowiedział przeprowadzenie wyborów prezydenckich w „krótkim czasie”, po zapewnieniu przez wojsko bezpieczeństwa w kraju.
23 marca 2012 dziesięć największych partii politycznych (w tym rządząca dotąd ADEMA) wydało wspólne oświadczenie, w którym zdecydowanie potępiło przeprowadzenie zamachu stanu, uznając go za krok w tył dla demokracji i wzywając do organizacji planowanych wyborów prezydenckich. 26 marca 2012 rozwiązane przez juntę Zgromadzenie Narodowe wydało oświadczenie potępiające zamach i wzywające do przywrócenia porządku konstytucyjnego, otwarcia granic państwa, zwolnienia aresztowanych członków administracji rządowej oraz organizacji wyborów zgodnie z wcześniejszym harmonogramem. 38 partii politycznych ogłosiło powstanie wspólnego frontu przeciwko juncie wojskowej. Tylko jedna niewielka opozycyjna partia polityczna udzieliła jej poparcia. Tego samego dnia w stolicy przeciwko juncie demonstrowało ponad tysiąc mieszkańców. Manifestacja zbiegła się z rocznicą wybuchu w Mali poprzedniego zamachu stanu w 1991.
23 marca 2012 z juntą wojskową spotkała się delegacja przedstawicieli ONZ, UA i ECOWAS na czele z Saidem Djinnitem, która wezwała ją do natychmiastowego i bezwarunkowego oddania władzy na ręce legalnych władz. Djinnot oświadczył, że wszelkie próby rozwiązania konfliktu na północy kraju przed rezygnacją przez juntę z władzy skazane są na niepowodzenie. Wieczorem 23 marca 2012 nadawanie sygnału wstrzymała publiczna telewizja, co doprowadziło do pojawienia się pogłosek o kontr-zamachu dokonanym przez wojska wierne prezydentowi Touré i zabójstwie kapitana Sanogo. Jednakże rankiem 24 marca 2012 wystąpił on z przemówieniem telewizyjnym, zapewniając, że posiada pełną kontrolę nad państwem. 25 marca 2012 żołnierze powrócili do koszar, działalność wznowiła część sklepów i instytucji, a sytuacja w Bamako zaczęła się ulegać stabilizacji. 26 marca 2012 władze wojskowe podjęły decyzję o częściowym otwarciu granic państwa, w tym portu lotniczego w Bamako.
25 marca 2012 czternastu zatrzymanych przez juntę członków administracji prezydenta Tourè ogłosiło decyzję o rozpoczęciu strajku głodowego w proteście przeciwko ich uwięzieniu oraz warunkom ich przetrzymywania. Przebywali w koszarach wojskowych w Kati w pobliżu stolicy i według własnych relacji, mieli spać na 3 materacach w pomieszczeniu o powierzchni 12 m².
Wybuch zamachu stanu częściowo odbił się również na gospodarce kraju. Opierała się ona w największym stopniu na wydobyciu złota. Mali było trzecim co do wielkości producentem tego kruszcu w Afryce. Większość kopalń znajdowało się w południowo-wschodniej części kraju (w regionie Sikasso), z dala od wydarzeń w stolicy oraz rebelii Tuaregów. Międzynarodowa spółka Randgold Resources, będąca największym eksporterem malijskiego złota, w dniu zamachu stanu odnotowała spadek wartości akcji o 15%. Nie wstrzymała jednakże wydobycia w żadnej ze swoich trzech kopalń. Wydobycie wstrzymała natomiast na kilka dni spółka Gold Fields.

## Ofensywa rebeliantów w północnym Mali

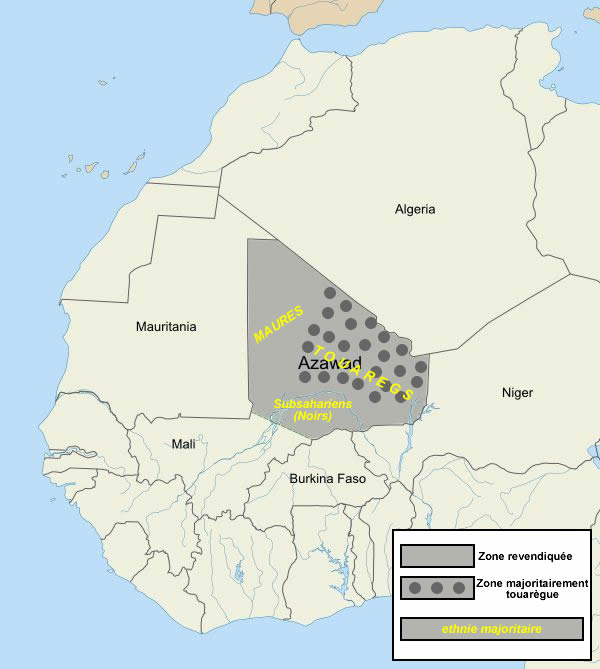
Obszar walk rebeliantów (kropkowany) na tle terenu będącego przedmiotem ich roszczeń (szary)

Wybuch zamachu stanu wpłynął na rozwój sytuacji w północnym Mali, gdzie od stycznia 2012 tuarescy bojownicy prowadzili zbrojną ofensywę w celu utworzenia własnego państwa pod nazwą Azawad. Paradoksalnie, choć junta wojskowa uzasadniała przejęcie władzy niekompetencją i nieudolnością administracji prezydenta Tourè w walce z rebeliantami, sama przyczyniła się do jeszcze większej destabilizacji sytuacji w regionie. Przewrót spowodował chaos w kraju, odwrócił uwagę armii od walk z Tuaregami i zmniejszył jej zdolności bojowe. Zaistniała sytuacja pozwoliła rebeliantom na przejęcie inicjatywy.
Na wieść o zamachu bojownicy z Narodowego Ruchu Wyzwolenia Azawad (MNLA) zapowiedzieli kontynuowanie walk oraz wykorzystanie niestabilności do rozpoczęcia nowych działań zbrojnych w celu zdobycia kontroli nad kolejnymi miastami. 23 marca 2012 rozpoczęli nową ofensywę skierowaną na południe, zdobywając ziemie opuszczone przez wycofującą się armię, m.in. miasto Anefis. Kapitan Amadou Sanogo wyraził gotowość do negocjacji z rebeliantami, jednak za warunek ich podjęcia uznał zachowanie integralności terytorialnej Mali. Również przedstawiciel MLNA, Hama Ag Mahmoud, zapewnił o gotowości do rozmów, podkreślając jednak, że wymaga to najpierw uzyskania przez malijskie władze uznania ich legalności i reprezentatywności, a także gwarancji dla MLNA ze strony innych państw. W praktyce warunki te wykluczały podjęcie rozmów w najbliższej przyszłości.
Oprócz MLNA walkę na północy Mali podjęła również grupa Ansar ad-Din (Obrońcy Wiary), mająca powiązania z Al-Ka’idą Islamskiego Magrebu (AQIM) i domagająca się wprowadzenia prawa szariatu. 25 marca 2012 zbliżyła się do miasta Kidal. 30 marca 2012 bojownicy MLNA i Ansar ad-Din zdobyli Kidal, będące stolicą regionu i mieszczące dużą bazę wojskową, co stanowiło dotkliwą porażkę dla sił malijskich. Junta potwierdziła wycofanie się z miasta i przerwanie walk, tłumacząc ten ruch uniknięciem ofiar wśród mieszkańców. Kapitan Sanogo określił jednakże sytuację jako „krytyczną” i zaapelował do „przyjaciół Mali” o pomoc w celu ochrony ludności cywilnej i zachowania integralności terytorialnej kraju. Tego samego dnia rebelianci opanowali dwa kolejne miasta. 31 marca 2012 rebelianci wkroczyli do 90-tysięcznego miasta Gao. 1 kwietnia 2012 zdobyli Timbuktu, ostatnie z dużych ośrodków miejskich na północy. Uzyskali w ten sposób kontrolę nad całym obszarem Azawadu, do którego rościli sobie pretensje. Rzecznik MLNA, Moussa Ag Assarid, ogłosił zwycięstwo i zakończenie ofensywy zbrojnej oraz skupienie się na wysiłkach na rzecz utrwalenia i konsolidacji władzy na zdobytych terytoriach. Jednocześnie członkowie grupy Ansar ad-Din, według relacji mieszkańców, rozpoczęli działania mające na celu wprowadzenie prawa islamskiego na opanowanym obszarze, m.in. zakazując określonych zachowań życia codziennego, jak sprzedaż alkoholu, słuchanie muzyki, czy noszenie „zachodniego” ubioru. 5 kwietnia MLNA oficjalnie ogłosił zakończenie działań wojskowych na obszarze Azawadu.
3 kwietnia 2012 dyrektor generalny UNESCO Irina Bokowa zaapelowała do wszystkich stron o poszanowanie i zachowanie dziedzictwa Timbuktu, znajdującego się na liście światowego dziedzictwa. W mieście tym znajdował się zabytkowy kompleks budowli, meczetów i cmentarzy oraz zbiory manuskryptów. Tego samego dnia działanie na północy Mali zwiesił Międzynarodowy Komitet Czerwonego Krzyża, po tym jak zaatakowany i obrabowany został magazyn jej organizacji w mieście Gao. Organizacje humanitarne ostrzegły, że z powodu walk oraz klęski suszy regionowi zagraża katastrofa humanitarna, a 13 mln osób potrzebuje pomocy żywnościowej.

## Działania ECOWAS i ogłoszenie nowej konstytucji
27 marca 2012 przywódcy państw ECOWAS, zgromadzeni na spotkaniu w Abidżanie, zawiesili członkostwo Mali w organizacji. Przewodniczący ECOWAS, prezydent Wybrzeża Kości Słoniowej Alassane Ouattara, wezwał do przywrócenia demokratycznego porządku i stwierdził, że stanowisko to nie może podlegać negocjacji. ECOWAS zadecydowała również o postawienie w stan gotowości regionalnych sił zbrojnych „na wypadek każdej ewentualności”. Komunikat nie precyzował jednak ani czasu, ani rodzaju sił. Ponieważ organizacja nie dysponowała własnymi siłami zbrojnymi, mogła polegać wyłącznie na kontyngentach państw członkowskich. Prezydent Ouattara podkreślił, że podstawowym instrumentem ECOWAS w rozwiązaniu kryzysu pozostaje dialog, jednakże nie wykluczył użycia innych środków w zależności od rozwoju sytuacji. Komunikat o postawieniu w stan gotowości jednostek wojskowych w państwach organizacji, zdaniem komentatorów, stanowił sygnał dla junty wojskowej, że państwa te rozważają możliwość podjęcia interwencji zbrojnej i są zdeterminowane w dążeniach do przywrócenia porządku demokratycznego w Mali. ECOWAS zdecydowała również o wysłaniu w ciągu 48 godzin delegacji do Mali, złożonej z prezydentów Nigerii, Nigru, Burkina Faso, Liberii, Beninu i Wybrzeża Kości Słoniowej, w celu podjęcia rozmów z juntą w sprawie rezygnacji z władzy.
27 marca 2012 przywódcy junty w telewizyjnym wystąpieniu ogłosili nową konstytucję kraju. Część z odczytanych 69 artykułów powielała przepisy dotychczasowej ustawy zasadniczej, w tym prawo obywateli do swobody wypowiedzi, myśli i przemieszczania się lub prawo do organizacji manifestacji i strajków. W myśl nowych przepisów, szefem państwa pozostawał przewodniczący Narodowego Komitetu na rzecz Przywrócenia Demokracji i Państwa (CNRDR), Amadou Sanogo, do którego należało prawo mianowana szefa i członków rządu. W skład CNRDR miało wchodzić 41 członków, w tym 26 wojskowych i 15 cywilnych. Komitet miał pełnić władzę do czasu organizacji wyborów prezydenckich i parlamentarnych, których termin nie został jednak określony. Członkowie CNRDR i rządu mieli być wykluczeni ze startu w przyszłych wyborach, a ci pierwsi objęci również immunitetem. Oprócz ogłoszenia treści nowej konstytucji, władze wojskowe zadecydowały także o całkowitym otwarciu granic państwa oraz zniesieniu obowiązującej od 22 marca godziny policyjnej.
28 marca 2012 kilka tysięcy obywateli manifestowało w Bamako swoje poparcie dla nowych władz wojskowych. Były to pierwsze tak masowe oznaki poparcia dla rządów wojska. Manifestanci podkreślali nieudolność poprzednich władz w walce z rebelią Tuaregów oraz korupcją. Protestowali przeciwko ingerowaniu zagranicy w sprawy Mali, w tym przeciwko działaniom podejmowanym przez ECOWAS. Tego samego dnia, po raz pierwszy od czasu zamachu, publicznie zabrał głos obalony prezydent Amadou Toumani Tourè. W udzielonym wywiadzie potwierdził, że znajduje się w kraju i jest bezpieczny. Nie ujawnił jednak swojej dokładnej lokalizacji, ani tego czy jest chroniony przez wierne mu wojsko. Odnosząc się do kwestii swego powrotu do władzy, stwierdził, że to nie on jest najważniejszy, gdyż wkrótce i tak miał zakończyć kadencję. Oznajmił, że najistotniejszą sprawą jest znalezienie wyjścia z kryzysu i przywrócenie demokracji w kraju.
29 lutego 2012 w siedzibie giełdy w Bamako doszło do starć przeciwników i zwolenników nowych władz wojskowych, w wyniku których ranne zostały trzy osoby. Była to pierwsza konfrontacja siłowa w stolicy od czasu wybuchu zamachu stanu.

## Ultimatum ECOWAS i nałożenie sankcji
29 marca 2012 do Mali miała przybyć delegacja sześciu prezydentów państw ECOWAS w celu skłonienia liderów junty do rezygnacji z władzy. Wizyta została jednak odwołana z powodów bezpieczeństwa. Delegacja z prezydentem Alassane'm Ouattarą na pokładzie, która wyruszyła z lotniska w Abidżanie i znajdowała się już w malijskiej przestrzeni powietrznej, zmuszona była zawrócić z powodu zajęcia płyty lotniska w Bamako przez zwolenników junty, protestujących przeciwko działaniom ECOWAS. Również pozostali prezydenci zrezygnowali z wyjazdu do Mali i w zamian udali się do Abidżanu. W czasie spotkania w tym mieście wystosowali ultimatum pod adresem junty, dając jej 72 godziny na oddanie władzy (do 2 kwietnia 2012). W przeciwnym wypadku zagrozili nałożeniem sankcji dyplomatycznych i ekonomicznych. Miały one obejmować zamknięcie wszystkich granic Mali dla wymiany handlowej, zablokowanie dostępu do portów i infrastruktury przesyłowej w państwach członkowskich, zablokowanie dostępu do środków finansowych w BCEAO, zawieszenie współpracy z bankami komercyjnymi działającymi na terenie państw ECOWAS, a także zamrożenie aktywów finansowych i nałożenie sankcji wizowych na członków junty. Zastosowanie sankcji gospodarczych wobec Mali mogło przynieść największe i najszybciej widoczne efekty. Gospodarka Mali oparta była w głównej mierze na eksporcie złota. Jednakże państwo, otoczone przez pozostałe państwa ECOWAS, nie posiadało dostępu do morza i korzystało z zagranicznych portów i dróg transportu, głównie na terenie Wybrzeża Kości Słoniowej. Również import nośników energii, niezbędnych w procesie wydobycia, odbywał się poprzez rurociągi biegnące przez Wybrzeże Kości Słoniowej. Mali pozostawało także jednym z członków unii walutowej ECOWAS, posługując się frankiem CFA i będąc zależnym od banku centralnego (BCEAO) z siedzibą w Dakarze. Odcięcie dostępu do depozytów w banku centralnym mogło zachwiać płynnością finansową państwa, uniemożliwiając dokonywanie operacji finansowych, w tym wypłat dla pracowników sektora państwowego i armii. Podobne sankcje ekonomiczne zastosowane przez ECOWAS w 2011 wobec znacznie lepiej rozwiniętego gospodarczo Wybrzeża Kości Słoniowej, zachwiały jego systemem finansowym i utrudniły funkcjonowanie rządu Laurenta Gbagbo. Gospodarka Mali, zdaniem komentatorów, mogła być jeszcze bardziej podatna na podobne sankcje.
31 marca 2012, w obliczu postępującej ofensywy tuareskiej i w odpowiedzi na ultimatum ECOWAS, do Burkina Faso udała się delegacja przedstawicieli junty wojskowej na czele z szefem sztabu, pułkownikiem Moussą Sinko Coulibaly'm. Podjęła ona rozmowy prezydentem Blaise’em Compaoré mające na celu wypracowanie rozwiązania kryzysu akceptowanego zarówno przez społeczność międzynarodową, jak również przez siły wewnątrz kraju. Po rozmowach płk Coulibaly oświadczył, że junta w najbliższym czasie przedstawi własne propozycje w tym zakresie. Jednocześnie tego samego dnia ECOWAS postawiła w stan gotowości 2 tysiące żołnierzy sił szybkiego reagowania. Prezydent Alassane Ouattara, pełniący funkcję przewodniczącego organizacji, oświadczył, że siły te mogłyby zostać użyte do walki z tuareskimi rebeliantami w przypadku przywrócenia w Mali porządku konstytucyjnego.
Odpowiedzią junty na ultimatum ECOWAS było oświadczenie złożone przez kapitana Sanogo 1 kwietnia 2012, w którym zobowiązał się do przywrócenia konstytucji z 1992 i instytucji republiki od tegoż dnia. Nie sprecyzował jednakże, co dokładnie to oznacza oraz nie odpowiedział, czy uważa się dalej za szefa państwa. Zadeklarował podjęcie negocjacji z krajowymi siłami politycznymi w celu powołania przejściowego ciała mającego na celu organizację wolnych wyborów, z których przedstawiciele junty byliby wykluczeni. W oświadczeniu nie padła żadna data, ani termin podjęcia któregokolwiek z działań. 2 kwietnia 2012, w dniu wygaśnięcia ultimatum, liderzy ECOWAS spotkali się w Dakarze, przy okazji zaprzysiężenia prezydenta Macky'ego Salla po jego niedawnym zwycięstwie w wyborach prezydenckich. Działania junty uznali za niewystarczające i ogłosili nałożenie na Mali wszystkich wzmiankowanych sankcji dyplomatycznych, gospodarczych i finansowych ze skutkiem natychmiastowym do czasu przywrócenia porządku konstytucyjnego. Odnosząc się do sytuacji w północnym regionie kraju, wezwali wszystkie ugrupowania zbrojne do wstrzymania dalszej ofensywy. Zapowiedzieli możliwość użycia sił szybkiego reagowania i podjęcie rozmów na ten temat przez szefów sztabów państw ECOWAS.
Na wiadomość o nałożeniu sankcji mieszkańcy stolicy przystąpili do zaopatrywania się w zapasy benzyny oraz wypłacania depozytów bankowych, co zmusiło wiele placówek do nałożenia dziennych limitów wypłaty gotówki. W mieście wprowadzone zostały także ograniczenia w dostawach prądu, w rezultacie czego mieszkańcy posiadali dostęp do elektryczności tylko przez 12 godzin dziennie. 3 kwietnia 2012 kapitan Sanogo ogłosił zwołanie konwencji narodowej wszystkich sił politycznych i społecznych w kraju na 5 kwietnia. Konwencja miała według założeń junty określić formę przekazywania władzy na ręce cywilne i zadecydować „co będzie najlepsze dla kraju w zgodny i demokratyczny sposób”. Sanogo wyraził również możliwość rozpoczęcia przeciwko prezydentowi Touré postępowania sądowego i postawienia mu zarzutów zdrady stanu oraz nieprawidłowości finansowych. 4 kwietnia sojusz ponad 50 partii politycznych i organizacji społecznych odrzucił propozycję udziału w konwencji, uznając ją za sprzeczną z przywróceniem porządku konstytucyjnego. Wskutek odmowy, jeszcze tego samego dnia junta ogłosiła przełożenie terminu spotkania na dalszy, bliżej nieokreślony termin, co tłumaczyła potrzebą podjęcia lepszych przygotowań.
3 kwietnia 2012 Unia Afrykańska nałożyła sankcje wizowe i finansowe w postaci odcięcia dostępu do środków finansowych na członków rządzącej junty wojskowej. Następnego dnia Rada Bezpieczeństwa ONZ wydała oświadczenie, w którym raz jeszcze potępiła zamach stanu, wezwała do zwolnienia wszystkich zatrzymanych członków administracji publicznej oraz natychmiastowego przywrócenia porządku konstytucyjnego. Wsparła wszystkie działania ECOWAS na rzecz przywrócenia demokracji, w tym nałożenie sankcji i wysiłki mediacyjne prezydenta Blaise’a Compaore. Odnosząc się do sytuacji na północy kraju, wyraziła poparcie dla utrzymania jedności i integralności terytorialnej Mali. Potępiła ataki i grabieże dokonywane przez ugrupowania rebeliantów oraz wyraziła zaniepokojenie obecnością na terytorium grupy terrorystycznej Al-Kaidy Islamskiego Magrebu (AQIM). Wezwała wszystkie bojówki do zakończenia działań zbrojnych, a wszystkie strony do rozpoczęcia dialogu politycznego i znalezienia pokojowego rozwiązania konfliktu. Zaapelowała do organizacji zbrojnych o zapewnienie dostępu do terytorium dla organizacji humanitarnych, a do społeczności międzynarodowej o wsparcie dla działań pomocowych. Tego samego dnia również Unia Europejska wezwała do przerwania działań zbrojnych w północnym Mali, umożliwienie podjęcia działań organizacjom humanitarnym oraz rozpoczęcie rozmów pokojowych między legalnymi władzami malijskimi a przedstawicielami rebeliantów.
5 kwietnia 2012 w Abidżanie odbyło się spotkane szefów sztabów armii państw ECOWAS, w czasie którego dyskutowany był plan użycia sił zbrojnych w celu normalizacji sytuacji w Mali. W międzyczasie Francja podkreśliła pierwszorzędne znaczenie pokojowego rozwiązania kryzysu, podkreślając, że ewentualna interwencja powinna być ostatnim z możliwych kroków. Francuski rząd poinformował jednakże, że byłby skłonny udzielić wsparcia logistycznego ewentualnej misji wojskowej ECOWAS

## Deklaracja niepodległości Azawadu
5 kwietnia 2012 Narodowy Ruch Wyzwolenia Azawad (MLNA) ogłosił jednostronne zakończenie działań zbrojnych, co argumentował zdobyciem kontroli nad terytorium Azawadu oraz wyjściem naprzeciw apelom organizacji międzynarodowych nawołujących do zakończenia walk. Jednocześnie organizacje humanitarne ostrzegły przed niepokojącą sytuacją ludności znajdującej się na obszarze opanowanym przez rebeliantów. Amnesty International informowała o przypadkach grabieży mienia, uprowadzeń, gwałtów oraz o panującej atmosferze bezprawia. Podkreślała brak dostępu ludności do żywności oraz leków.
6 kwietnia 2012 MLNA, poprzez swoją stronę internetową, ogłosił deklarację niepodległości i powstanie nowego państwa – Azawadu. W oświadczeniu przywoływał dekady marginalizacji Tuaregów przez władze w Bamako, uznawał istniejące granice z państwami ościennymi oraz wyrażał przywiązanie do trwałego pokoju, utworzenia instytucji państwa opartych na demokratycznej konstytucji, a także zobowiązanie do przestrzegania zasad Karty Narodów Zjednoczonych. Ruch wzywał całą społeczność międzynarodową do uznania nowo tworzonego państwa.
Unilateralna deklaracja niepodległości spotkała się ze zdecydowanym sprzeciwem ze strony państw i organizacji międzynarodowych. Unia Afrykańska uznała ją za nieposiadającą żadnej mocy prawnej. Przewodniczący Komisji UA Jean Ping wezwał całą społeczność międzynarodową to poparcia tegoż stanowiska i całkowitego odrzucenia żądań niepodległościowych MLNA. Również Unia Europejska wyraziła sprzeciw wobec deklaracji. Przedstawiciel dyplomacji UE Catherine Ashton podkreśliła przywiązanie organizacji do integralności terytorialnej Mali od początku wybuchu kryzysu. Wezwała do rozwiązania sytuacji na drodze politycznego dialogu i wyraziła poparcie dla działań ECOWAS w tym zakresie. Sama ECOWAS poinformowała natomiast o gotowości do podjęcia wszelkich środków, w tym użycia siły zbrojnej, do zagwarantowania integralności terytorialnej Mali.
Poszanowanie dla jedności i integralności terytorialnej Mali wyraziły również rządy państw sąsiednich: Algierii, Mauretanii oraz Nigru. Także administracja Stanów Zjednoczonych odrzuciła niepodległość Azawadu. Francuski minister obrony Gérard Longuet stwierdził natomiast, że jednostronna deklaracja, która nie jest uznawana przez kraje Afryki, pozostaje dla Francji bez znaczenia. Niepodległości nie uznała w końcu druga grupa tuareskich rebeliantów, Ansar ad-Din. Jej przywódca ogłosił, iż nie jest ona sygnatariuszem deklaracji. Stwierdził, że Ansar ad-Din nie popiera niepodległości, a jej głównym celem pozostaje święta „wojna w imię islamu”.

## Porozumienie o przekazaniu władzy

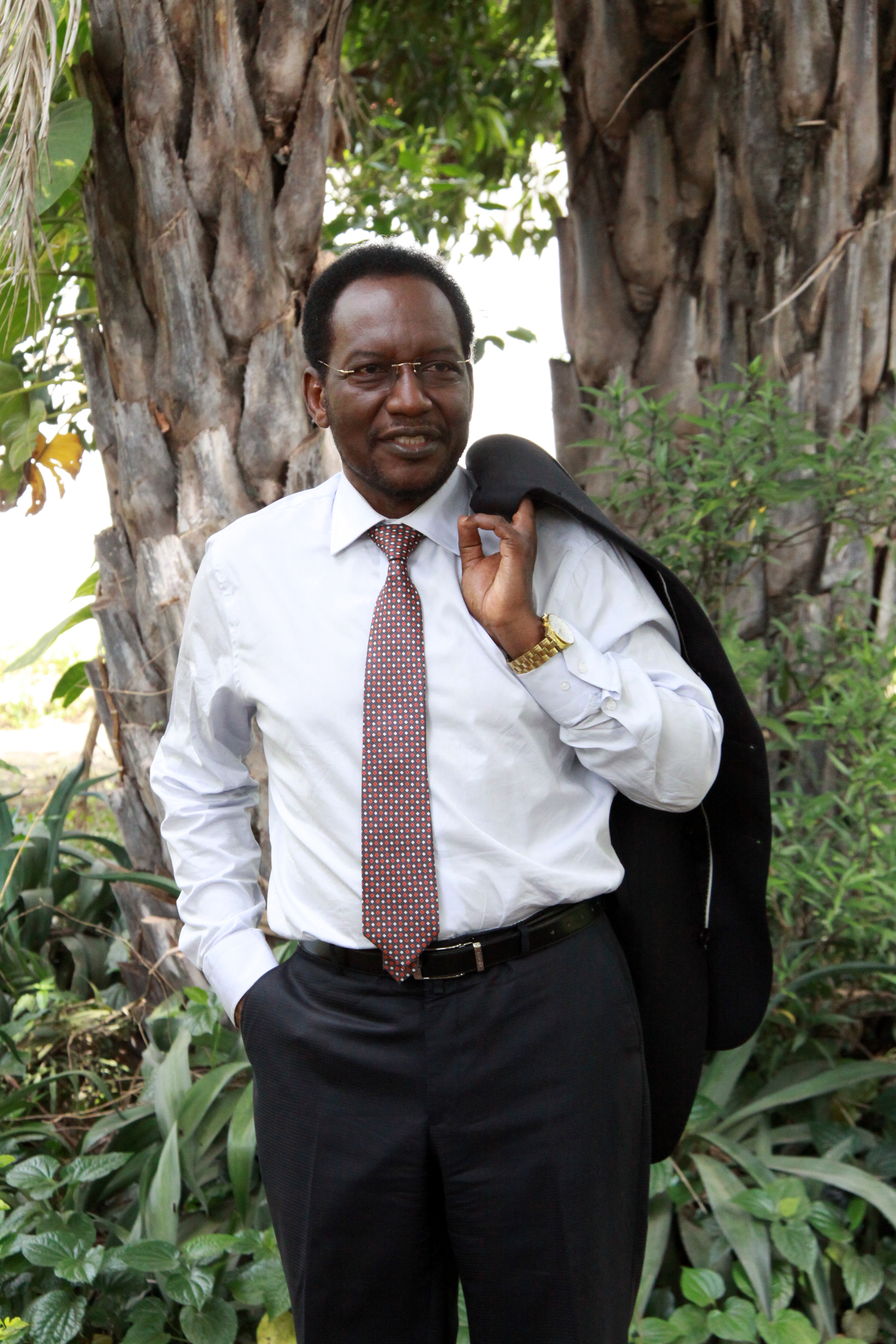
Tymczasowy prezydent Mali, Dioncounda Traoré

Wieczorem 6 kwietnia 2012, kilka godzin po ogłoszeniu niepodległości przez Azawad oraz po kilku dniach negocjacji prowadzonych przez burkinaskiego ministra spraw zagranicznych Djibrila Bassolé, wysłannika prezydenta Blaise’a Compaoré, kapitan Amadou Sanogo podpisał porozumienie o przekazaniu władzy w ręce cywilnego rządu. Porozumienie przewidywało powołanie na stanowisko tymczasowego szefa państwa Dioncoundy Traoré, przewodniczącego Zgromadzenia Narodowego, który zgodnie z konstytucją obejmował urząd w przypadku opróżnienia stanowiska prezydenta. Były prezydent Amadou Toumani Touré miał zrezygnować z władzy i mając zapewnioną ochronę, osiąść w dowolnie wybranym miejscu. W okresie przejściowym powołany miał zostać nowy rząd. W ciągu 40 dni przewidzianych przez konstytucję miały natomiast odbyć się „wolne, demokratyczne i przejrzyste wybory na terytorium całego kraju”. Jednakże z uwagi na „wyjątkowe okoliczności”, tj. kryzys instytucjonalny i rebelię na północy Mali, porozumienie dopuszczało przedłużenie okresu przejściowego i organizację wyborów dopiero po rewizji list wyborczych oraz akceptacji ich przez wszystkie strony. W zamian za rezygnację z władzy członkowie junty mieli zostać objęci amnestią, a ECOWAS miała niezwłocznie przystąpić do znoszenia wszystkich sankcji nałożonych na Mali.
Porozumienie nie określało dokładnego czasu przekazania władzy, jednakże 7 kwietnia 2012 kapitan Sanogo oświadczył, że nastąpi to „w przeciągu dni”. Do Mali powrócił w tym czasie Dioncounda Traoré, który w chwili wybuchu zamachu stanu przebywał z wizytą w Burkina Faso. Zadeklarował, że jego pierwszym celem będzie powołanie instytucji państwowych w celu rozwiązania sytuacji na północy kraju. 8 kwietnia 2012 ECOWAS ogłosiła zniesienie wszystkich sankcji ze skutkiem natychmiastowym.
8 kwietnia 2012 Amadou Toumani Touré złożył na ręce ministra spraw zagranicznych Burkina Faso Djibrila Bassolé oficjalną rezygnację ze stanowiska prezydenta Mali. Ujawnił jednocześnie miejsce swojego pobytu, przyjmując dyplomatów i dziennikarzy w rezydencji w pobliżu Bamako. Zapewnił, że jego rezygnacja jest dobrowolna oraz czyniona w dobrej wierze i z miłości do ojczyzny. Formalna rezygnacja Touré otwierała drogę do transferu władzy na rzecz przewodniczącego Zgromadzenia Narodowego zgodnie z 36 artykułem konstytucji.
9 kwietnia 2012 w Bamako odbyła się manifestacja, w której uczestniczyło dwa tysiące osób domagających się od władz podjęcia działań na rzecz wyzwolenia północnych regionów kraju spod kontroli rebeliantów oraz apelujących o międzynarodową pomoc w tym zakresie. Tego samego dnia kapitan Sanogo wypowiedział się przeciwko interwencji zbrojnej ECOWAS i rozmieszczeniu zagranicznych wojsk w Mali. Opowiedział się jedynie za przyjęciem pomocy logistycznej i uzbrojenia. Zapowiedział również dalsze nadzorowanie rozwoju sytuacji w kraju, także po przekazaniu władzy administracji cywilnej. Stwierdził, że zgodnie z porozumieniem po upływie 40 dni okresu przejściowego przedstawiciele CNRDR wspólnie z przedstawicielami ECOWAS zadecydują o dalszej formie zarządzania krajem. Również wśród państw członkowskich ECOWAS pojawiły się wątpliwości, co do rzeczywistych możliwości wystawienia kontyngentu wojskowego zdolnego do przeprowadzanie działań wojskowych w Mali, a także stanowiska wskazujące na konieczność wcześniejszego ustalenia mandatu wojsk.
10 kwietnia 2012 Sąd Konstytucyjny oficjalnie zatwierdził rezygnację Amadou Toumaniego Touré oraz ogłosił opróżnienie urzędu prezydenta, wyznaczając na stanowisko pełniącego obowiązki szefa państwa przewodniczącego parlamentu, Dioncoundę Traoré. Orzeczenie sądu nakazywało również przeprowadzenie wyborów prezydenckich w ciągu 40 dni. 12 kwietnia 2012 w Bamako odbyło się uroczyste zaprzysiężenie Dioncoundy Traoré. Składając przysięgę na ręce przewodniczącego Sądu Najwyższego, Nouhouma Tapily'ego, zobowiązał się do organizacji wolnych i uczciwych wyborów na terenie całego kraju oraz wezwał tuareskich rebeliantów do wycofania się z zajmowanych terytoriów, grożąc w przeciwnym razie podjęciem „totalnej i nieustającej wojny”. Stwierdził, że podział Mali nie może być przedmiotem negocjacji. Równocześnie z zaprzysiężeniem nowego szefa państwa, junta wojskowa uwolniła zatrzymanych członków rządu i administracji publicznej. Przekazanie władzy administracji cywilnej spotkało się z wyrazami poparcia ze strony ONZ i Unii Afrykańskiej. 17 kwietnia 2012 premierem rządu tymczasowego został mianowany były astrofizyk Cheick Modibo Diarra.
Jednocześnie z powołaniem przejściowych władz cywilnych, junta wojskowa podejmowała działania świadczące o zamiarze dalszego uczestnictwa w procesie politycznym w kraju. 16 i 17 kwietnia 2012 jej członkowie aresztowali kilku urzędników z czasów prezydentury Touré, w tym ponownie byłego premiera Modibo Sidibé, a także byłego ministra obrony Sadio Gassama, szefa gabinetu obalonego prezydenta gen. Amadou Cissoko oraz byłego ministra finansów Soumaïlę Cissé. Kapitan Sanogo w oświadczeniu telewizyjnym poinformował, że junta podjęła się zbadania kilku spraw z zamiarem przekazania ich wymiarowi sprawiedliwości. P.o. prezydenta Dioncounda Traoré podkreślił, że w państwie prawa postępowanie tego typu nie powinno mieć miejsca, a ECOWAS, UA i UE wezwały wojsko do powrotu do koszar i wycofania się z uprawiania polityki. 18 kwietnia 2012 Amadou Toumani Touré schronił się w ambasadzie Senegalu w Bamako, o czym publicznie poinformował prezydent Macky Sall.